# Лузонская полосатая крыса
Лузонская полосатая крыса (лат. Chrotomys whiteheadi) — вид грызунов семейства мышиных. Видовое латинское название дано в честь английского натуралиста Джона Уайтхеда (1860—1899). Эндемик Филиппин.
Длина тела достигает от 14,4 до 17,3 см, длина хвоста от 9,5 до 13,3 см, длина стопы от 36 до 40 мм, длина ушей от 23 до 27 мм, масса до 190 г. Мех длинный, мягкий и густой. Окраска верхней части тела серовато-коричневая, иногда красноватая, брюхо жёлто-бурое. От головы до основания хвоста проходит ярко-оранжевая продольная полоса, которую обрамляют две черноватые широкие полосы. Морда длинная и заострённая, глаза маленькие, уши относительно большие и округлые. Задняя часть ног ярко-серая, в то время как пальцы белые. Хвост короче, чем голова и тело, покрыт тонкими волосками, черноватыми выше и гораздо светлее ниже. Самки имеют две пары сосков в паху.
Это наземный вид, активный днём и ночью. Питается червями, дождевыми червями, насекомыми, улитками и другими беспозвоночными.
Вид широко распространен в северной и центральной части хребта острова Лусон на Филиппинах. Обитает в горной и холмистой местности на высоте от 925 до 2700 метров над уровнем моря, в районах с тропическим и субтропическим климатом, со среднемесячной температурой около 23,2 градусов. Часто встречается в сельскохозяйственных районах, на фермах и рисовых полях.